# Billy McNeill
William "Billy" McNeill MBE (Bellshill, 2 de março de 1940 – Newton Mearns, 22 de abril de 2019) foi um técnico e futebolista escocês que atuava como zagueiro.
Ele é mais conhecido por ter sido o capitão do Celtic no triunfo da Liga dos Campeões em 1967 e mais tarde, o treinador do clube em duas ocasiões. Foi também embaixador oficial do Celtic.

## Carreira

### Como jogador
McNeill, apelidado de Cesar, foi eleito pelos fãs o maior capitão do Celtic em 2002.
Ele foi contratado pelo Celtic em 1957. Como capitão do clube, ele ganhou nove vezes a Liga Escocesa, sete copas escoceses e seis copas da Liga Escocesa. 
Ele também liderou a equipe na vitória na Liga dos Campeões de 1967, como parte dos "Leões de Lisboa", e foi o primeiro futebolista britânico a levantar a Liga dos Campeões.
Se aposentou como jogador em 1975. Uma marca curiosa é que nos seus 790 jogos pelo Celtic, nunca foi substituído. 
Ele também jogou 29 vezes para a Seleção Escocesa.

### Como treinador
Ele começou sua carreira de treinador no Clyde em abril de 1977 antes de se mudar para Aberdeen em junho. No entanto, em 1978 ele voltou a ser técnico do Celtic.  Ele foi sucedido no Aberdeen por Sir Alex Ferguson. 
Em seus cinco anos no Celtic, o clube ganhou três Campeonatos de Liga, uma Copa Escocesa e uma Copa da Liga.
Em 30 de junho de 1983, Billy mudou-se para a Inglaterra para treinar o Manchester City. Ele garantiu a promoção para a Primeira Divisão após duas temporadas no comando.
Dois anos antes de ser nomeado como treinado do City, ele estava fortemente ligado ao trabalho de treinador no Manchester United, mas o emprego acabou indo para o Ron Atkinson. Sir Alex Ferguson que o sucedeu no Aberdeen acabaria sucedendo Atkinson. 
Em 1986-87, ele se tornou um dos poucos treinadores a treinar duas equipes rebaixadas na mesma temporada. Ele começou a temporada como treinador do Manchester City, mas acabou indo para o Aston Villa em setembro de 1986 e o Aston Villa acabou sendo rebaixado junto com o City. Quando o Villa foi rebaixado em maio de 1987, ele foi demitido e Graham Taylor assumiu o controle. Billy acabou retornando ao Celtic.
Em sua primeira temporada na volta ao clube, o Celtic fez o duplo vencendo o Campeonato da Liga e da Copa Escocesa no ano do centenário do clube. Ele ganhou a Copa Escocesa na temporada seguinte, mas foi demitido em 1991, depois de quatro anos como treinador. A segunda passagem de McNeill como treinador foi destruído pela relutância da diretoria em gastar dinheiro no mercado de transferência.
McNeill teve uma breve passagem como diretor de futebol da Hibernian em 1998, onde tentou, sem sucesso, prender um declínio na fortuna no clube. Ele tomou brevemente o controle da equipe depois que Jim Duffy foi demitido, embora McNeill estivesse fora do futebol desde que deixou o Celtic em 1991 e estava se recuperando de uma cirurgia cardíaca. Ele deixou os Hibs no final da temporada 1997-98.

## Vida Pessoal

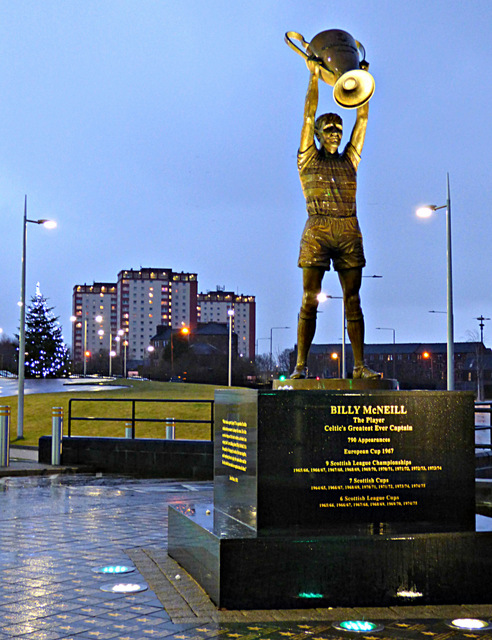
Estátua de McNeill por John McKenna do lado de fora do Celtic Park

Os avós maternos de McNeill eram da Lituânia. 
McNeill, junto com o ex-jogador dos Rangers, Eric Caldow, foi candidato ao Scottish Senior Citizens Unity Party na eleição do Parlamento escocês de 2003. Em 2008, ele recebeu um diploma honorário da Universidade de Glasgow.
Foi divulgado em fevereiro de 2017 que McNeill sofria de demência e não podia mais falar.  Ele morreu em 22 de abril de 2019, aos 79 anos.

## Títulos

### Como jogador
Celtic
- Liga Escocesa: 1965-66, 1966-67, 1967-68, 1968-69, 1969-70, 1970-71, 1971-72, 1972-73 e 1973-74
- Copa Escocesa: 1964-65, 1966-67, 1968-69, 1970-71, 1971-72, 1973-74 e 1974-75
- Scottish League Cup: 1965-66, 1966-67, 1967-68, 1968-69, 1969-70 e 1974-75
- Liga dos Campeões: 1966-67

Individual
- Futebolista do ano da SFWA: 1964-65

### Como técnico
Celtic
- Liga Escocesa: 1978-79, 1980-81, 1981-82 e 1987-88
- Copa Escocesa: 1979-80, 1987-88 e 1988-89
- Scottish League Cup: 1982-83